# 亚历克莎·埃亚拉
亚历山德拉·马涅戈·埃亚拉（Alexandra Maniego Eala，2005年5月23日—），菲律宾女子网球运动员。
埃亚拉于2020年10月6日在ITF青少年排名中排名第二。她是菲律宾历史上在WTA巡回赛中排名最高的女子球员，超过了1999年10月18日达到最高排名的马里克里斯·根茨。埃亚拉在2022年美国网球公开赛上赢得了她的第一个青少年单打冠军，这使她成为第一位赢得大满贯青少年组单打冠军的菲律宾选手，也是唯一一位多次获得青少年大满贯冠军的菲律宾人。

## 个人生活
她的母亲罗斯玛丽·马涅戈-埃亚拉（Rosemarie "Rizza" Maniego-Eala）是1985年东南亚运动会100米仰泳铜牌得主，目前担任菲律宾环球电信的首席财务官。她是菲律宾体育委员会主席、前菲律賓籃球協會专员诺莉·埃亚拉的侄女。她的兄弟迈克尔（Michael）为宾夕法尼亚州立大学尼塔尼雄狮队打网球。她从12岁起就一直是拉法·纳达尔学院的学生。

## 职业生涯
2020年3月4日，埃亚拉在ITF女子巡回赛上首次亮相，她参加了在突尼斯莫纳斯提尔举行的M15级别赛事，并赢得了她的第一场职业比赛。2021年1月她在马纳科尔举行的15K级别赛事上首次夺冠，同年获得了迈阿密网球公开赛资格赛外卡。2021年8月，她在罗马尼亚克卢日-纳波卡举行的2021年优胜者网球公开赛上首次亮相WTA巡回赛正赛，她获得了一张外卡。在她的第一场比赛中，她直落两盘击败了保拉·奥尔梅切亚。她在2022年迈阿密网球公开赛上获得了外卡首次亮相WTA1000赛场。她在第一轮直落两盘输给了麦迪逊·布伦格尔。在杭州亚运会上，她赢得了两枚铜牌，一枚是女子单打以及一枚混双。在2024年马德里网球公开赛上她获得了正赛外卡并击败了莉希亚·朱莲科获得了WTA1000首胜。

## 青少年大满贯决赛

### 单打: 1 (冠军)
| 结果 | 日期 | 巡回赛         | 场地 | 对手              | 比分     |
| ---- | ---- | -------------- | ---- | ----------------- | -------- |
| 胜   | 2022 | 美国网球公开赛 | 硬地 | 露西·哈夫利奇科娃 | 6–2, 6–4 |

### 双打: 2 (2 冠军)
| 结果 | 日期 | 巡回赛             | 场地 | 搭档                  | 对手                           | 比分     |
| ---- | ---- | ------------------ | ---- | --------------------- | ------------------------------ | -------- |
| 胜   | 2020 | 澳大利亚网球公开赛 | 硬地 | 普利斯卡·努格罗霍     | Živa Falkner Matilda Mutavdzic | 6–1, 6–2 |
| 胜   | 2021 | 法国网球公开赛     | 泥地 | 奥克萨娜·谢列赫梅捷娃 | 玛丽亚·邦达连科 阿玛丽萨·托特  | 6–0, 7–5 |